# Ferus Smit Trollmax Bulker
Der Trollmax Bulker ist ein Küstenmotorschiffstyp der niederländischen Werft Ferus Smit in Westerbroek.

## Geschichte
Der Schiffstyp wurde in drei unterschiedlichen Versionen auf der Werft Ferus Smit für die schwedische Reederei Erik Thun in Lidköping gebaut. In den Jahren 2003 und 2004 wurden drei Einheiten der ersten Version und zwei Einheiten der zweiten Version des Typs abgeliefert. Im Sommer 2012 bestellte die Reederei zwei weitere Einheiten des Typs, die 2013 geliefert wurden. Während die Einheiten der ersten beiden Versionen (Mk I und Mk II) sich vor allem in Bezug auf das Laderaumvolumen unterscheiden, können die Schiffe der dritten Version (Mk III) in Bezug auf das Gewicht mehr laden.
Auf Basis des Schiffstyps wurden 2017 und 2018 mit der Snow Crystal und der Ice Crystal zwei weitere Schiffe in Dienst gestellt, die unter anderem wiederum eine größere Tragfähigkeit aufweisen. Während die Snow Crystal noch Trollmax-Abmessungen aufweist und den Trollhätte-Kanal befahren kann, ist die Ice Crystal für die Schleusen des Trollhätte-Kanals zu lang.

## Beschreibung
Die Schiffe des Typs sind so gebaut, dass sie die Schleusen des Trollhätte-Kanal, der den Vänernsee mit dem Kattegat verbindet, passieren können. Die Schiffe der Versionen Mk I und Mk II erreichen abgeladen 5,85 m Tiefgang, die der Version Mk III 6,15 m Tiefgang. Auf dem Trollhätte-Kanal ist der Tiefgang auf 5,4 m beschränkt, so dass die Schiffe hier nicht ihre volle Ladekapazität ausnutzen können.
Der Antrieb der Schiffe erfolgt durch einen Viertakt-Sechszylinder-Dieselmotor des Herstellers Wärtsilä (Typ: 6L26) mit 1.860 kW Leistung. Der Motor wirkt über ein Untersetzungsgetriebe auf einen Verstellpropeller. Die Schiffe erreichen eine Geschwindigkeit von etwa 11–12 kn. Sie sind mit einem mit 200 kW Leistung angetriebenen Bugstrahlruder ausgerüstet.
In Bezug auf die Generatoren unterscheiden sich die einzelnen Serien geringfügig. Die Schiffe der Mk-I- und Mk-II-Serien sind jeweils mit einem vom Hauptmotor mit 325 kW Leistung angetriebenen Stamford-Wellengenerator mit 406 kVA Scheinleistung sowie einem von einem Scania-Dieselmotor mit 175 kW Leistung angetriebenen Generator mit 219 kVA Scheinleistung und einem von einem Dieselmotor mit 78 kW Leistung angetriebenen Not- und Hafengenerator mit 97 kVA Scheinleistung ausgestattet. Bei den Schiffen der Mk-III-Serie stehen ein vom Hauptmotor mit 244 kW Leistung angetriebener Stamford-Wellengenerator mit 305 kVA Scheinleistung sowie ein von einem Dieselmotor mit 198 kW Leistung angetriebener Sisu-Generator mit 248 kVA Scheinleistung und ein von einem Dieselmotor mit 94 kW Leistung angetriebener Not- und Hafengenerator mit 117 kVA Scheinleistung zur Verfügung.
Die Schiffe der Versionen Mk I und Mk II sind mit zwei boxenförmigen Laderäumen ausgestattet. Laderaum 1 verjüngt sich im vorderen Bereich etwas. Bei den ersten drei Schiffen (Mk I) ist Laderaum 1 22,1 m lang, 11,6 m breit und 7,55 m tief. Laderaum 2 ist 39,0 m lang, 11,6 m breit und 7,55 m tief. Die Schiffe der Version Mk III sind mit einem boxenförmigen Laderaum mit zwei Luken ausgestattet. Auch hier verjüngt sich der Raum im vorderen Bereich etwas. Er ist 61,75 m lang, 11,60 m breit und 8,65 m tief. Die Laderäume sind mit neun Stapellukendeckeln verschlossen, die mithilfe eines Lukenwagens bewegt werden können. Die Schiffe sind mit Schotten zur Unterteilung der Laderäume ausgestattet. Die Tankdecke kann mit 10 t/m², die Lukendeckel mit 1,6 t/m² belastet werden.
An Bord ist Platz für sieben Besatzungsmitglieder, die in Einzelkabinen untergebracht sind.
Der Rumpf der Schiffe ist eisverstärkt (Eisklasse 1B).

## Schiffe
| Trollmax Bulker | Trollmax Bulker | Trollmax Bulker | Trollmax Bulker | Trollmax Bulker                 |
| Bauname         | Version         | Bau- nummer     | IMO- Nummer     | Stapellauf Ablieferung          |
| --------------- | --------------- | --------------- | --------------- | ------------------------------- |
| Eken            | Mk I            | 337             | 9263564         | 14. März 2003                   |
| Leckö           | Mk I            | 338             | 9263576         | 26. Juni 2003                   |
| Lurö            | Mk I            | 339             | 9263588         | 30. Oktober 2003                |
| Kinne           | Mk II           | 356             | 9306689         | 4. Juni 2004                    |
| Tuna            | Mk II           | 357             | 9306691         | 28. Oktober 2004                |
| Alice           | Mk III          | 415             | 9677399         | 4. Mai 2013 6. Juni 2013        |
| Helge           | Mk III          | 416             | 9677404         | 6. Juli 2013 12. September 2013 |

Die Schiffe fahren größtenteils unter der Flagge der Niederlande mit Heimathafen Delfzijl. Sie werden von Marin Ship Management in Farmsum bereedert.
Die Schiffe Helge und Alice sind nach Helge Kallsson, dem Gründer der Reederei Erik Thun, und seiner Frau Alice benannt.